# Loki-Fögrufjöll
Loki-Fögrufjöll, även Hamarinn eller Lokahryggur, är en vulkan under glaciären Vatnajökull i republiken Island. Den ligger i regionen Suðurland. Toppen på Loki-Fögrufjöll är 1 573 meter över havet, eller 199 meter över den omgivande terrängen. Trakten runt Hamarinn är permanent täckt av is och snö.
Vulkanen finns inom vulkansystemet Bárðarbunga men är oberoende av själva Bárðarbunga.
Vid ett utbrott 1910 kastade Loki-Fögrufjöll ut ett pyroklastiskt flöde, men det kan också ha förekommit subglaciala utbrott 1986 och 1991 och 2006 och 2008. Ett utbrott skedde också 15 september 2020.
Den 12 juli 2011 bröts en glaciär upp på grund av ett subglacialt vulkanutbrott i Loki-Fögrufjöll. Glaciären sprack från Köldukvíslarjökull, en del av glaciären Vatnajökull. Loki-Fögrufjöll ligger i ett område som tidigare inte ansetts vara geotermiskt. Flodvågen rann nedför floden Sveðja och in i dammen Hágöngulón och sjön Þórisvatn. En sådan flodvåg hade aldrig registrerats på denna del av glaciären tidigare, även om vulkanen kan ha haft subglaciala utbrott 1986 och 1991 på olika platser. Nivån på Hágöngulón steg med 70 centimeter under flodvågen.